# Michał Mitko
Michał Mitko (ur. 12 grudnia 1988 w Rybniku) – polski żużlowiec.
Od dziecka kibicował klubowi RKM Rybnik. Później, jako nastolatek, zaczął trenować. Uczył się jazdy na motocyklu w szkółce żużlowej na Stadionie Miejskim w Rybniku pod okiem Mirosława Korbela, Jana Grabowskiego, Czesława Czernickiego.
Uzyskał licencję żużlową 7 czerwca 2005 roku. Jego największe sportowe osiągnięcie to złote medale w Drużynowych Mistrzostwach Świata Juniorów w 2008, Młodzieżowych Drużynowych Mistrzostwach Polski w 2007 roku i złoty medal Młodzieżowych Mistrzostw Polski Par Klubowych w 2008 roku.